# Huntington Bank Field
Le Huntington Bank Field, (anciennement FirstEnergy Stadium ou Cleveland Browns Stadium) est un stade de football américain situé sur les rives du Lac Érié à North Coast Harbor, un district du centre de Cleveland, Ohio. L'utilisation normale du terrain est seulement pour le football américain, mais il a été construit avec une surface de jeu assez grande pour lui permettre d'accueillir des matches internationaux de football.
Depuis 1999, c'est le domicile des Browns de Cleveland qui sont une franchise de football américain évoluant dans la division nord de la American Football Conference en National Football League. L'enceinte à une capacité de 67 431 places et dispose de 145 suites de luxe et 8 754 sièges de club.

## Histoire
Le Huntington Bank Field repose sur une surface de 125 000 mètres carrés et fut édifié pour un coût d'environ $290 millions de dollars avec les contributions de la ville, de l'État, du comté, de la Regional Transit Authority, des Browns et de Cleveland Tomorrow. Le bâtiment a été dessiné par des architectes de la société HOK Sport. Il est la propriété de la ville de Cleveland et sa gestion est assurée par Cleveland Stadium Corp.
Vers la fin des années 1980 et au début des années 1990, le propriétaire des Browns de Cleveland, Art Modell, a proposé qu'un nouveau stade soit construit. Leur terrain courant, le Cleveland Municipal Stadium, était très vieux et détérioré puis ils le partageaient avec les Indians de Cleveland de la Ligue majeure de baseball. Après la saison 1993, les Indians déménagèrent dans un nouvel édifice, le Jacobs Field. Cependant, les Browns sont restés coincés dans le vétuste Cleveland Municipal Stadium. Ne pouvant pas conclure d'accord pour l'élaboration d'un stade, Modell décida de déplacer l'équipe à Baltimore après la saison 1995.
Cependant en 1996, la ville et la National Football League ont conclu de laisser l'équipe à Cleveland. Les Browns de Cleveland furent inactifs pendant 3 années (le temps de bâtir le futur Cleveland Browns Stadium). C'est le 4 novembre 1996 que le Cleveland Municipal Stadium fut démoli et la construction du nouveau stade débuta le 15 mai 1997 sur le même emplacement. Les Browns furent de retour à Cleveland le 12 septembre 1999 pour inaugurer leur nouveau domicile face aux Steelers de Pittsburgh. Toutefois, les supporters ont été très déçus car les Browns ont été défaits par les Steelers sur le score de 43-0.
À la fin des années 2000, le conseil municipal examina la possibilité de construire un toit ouvrant d'environ $90 millions de dollars sur le Huntington Bank Field. Cela permettrait alors au stade d'être utilisé toute l'année. De plus, les dirigeants de la ville espéraient obtenir l'organisation d'un futur Super Bowl à Cleveland. En 2013, le propriétaire des Browns, Jimmy Haslam, annonça un projet de modernisation. Celui-ci comprenait deux phases qui eurent lieu pendant les intersaisons de la NFL en 2014 et 2015. La première phase consistait en l'amélioration du système audio, l'installation de nouveaux tableaux d'affichage vidéo (trois fois la taille des panneaux originaux) et plus de sièges dans les tribunes inférieures. La seconde phase permit de moderniser les technologies de connexion, l'aspect esthétique ainsi que les suites premium. Le coût total des travaux était estimé à 125 millions de dollars. La capacité d'accueil initiale de 73 200 personnes a été réduite à 67 431.

## Description
Le stade dispose de 67 431 sièges de couleur orange répartis dans deux tribunes de trois rangées situées autour du terrain. Une tribune de 10 644 sièges (jusqu'en 2014), connu sous le nom de "Dawg Pound", se trouve à l'extrémité est du stade. La position du Huntington Bank Field offre d'excellents panoramas pour les spectateurs sur les gratte-ciels du centre-ville de Cleveland et le Lac Érié. Comme tous les autres stades de la ligue, il possède plusieurs attractions comme le Browns Hall of Fame, la boutique officielle de l'équipe, et The Grille and Sports Bar.

## Événements
- Ohio Classic, 2004 et 2005
- Concert de Kenny Chesney, 14 juillet 2007
- Patriot Bowl, 2007 à 2009
- Gold Cup 2017
- WWE SummerSlam, 3 août 2024

## Galerie

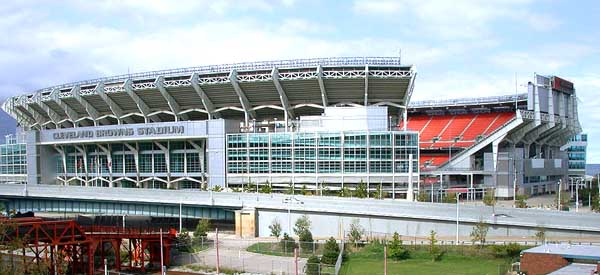
Vue extérieure (2004)
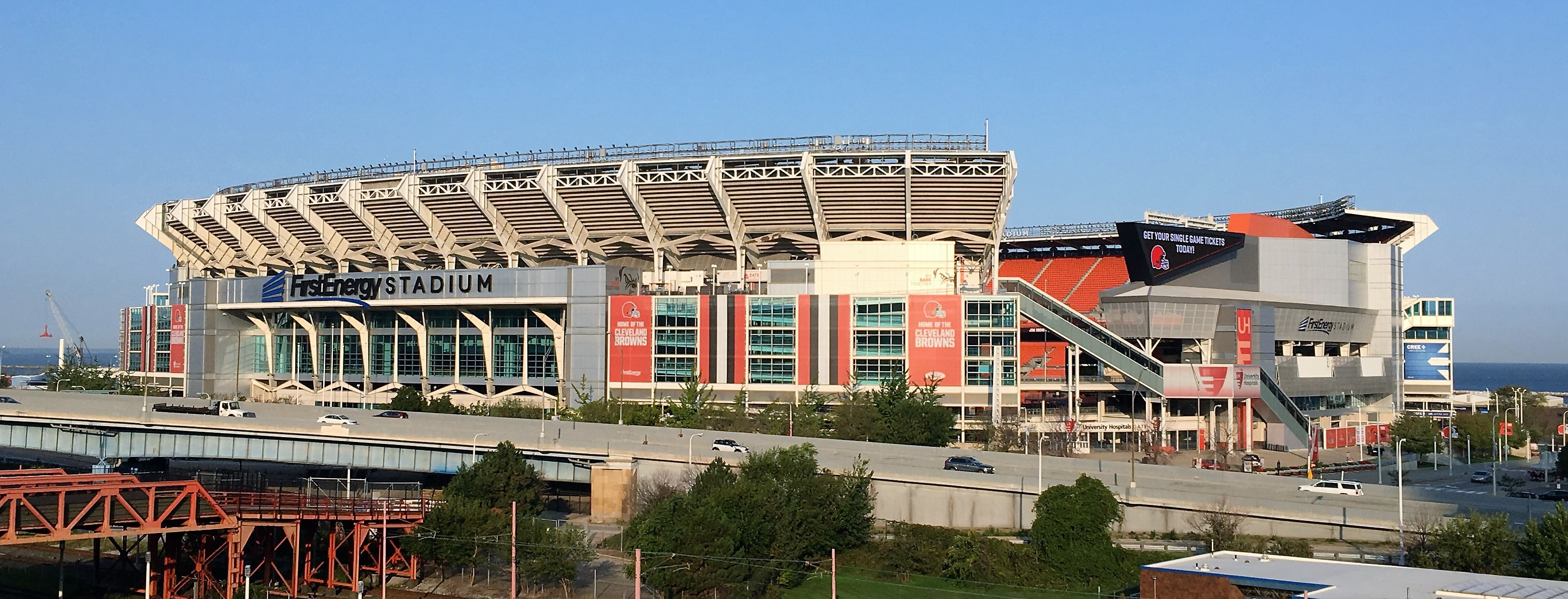
Vue extérieure (2016)
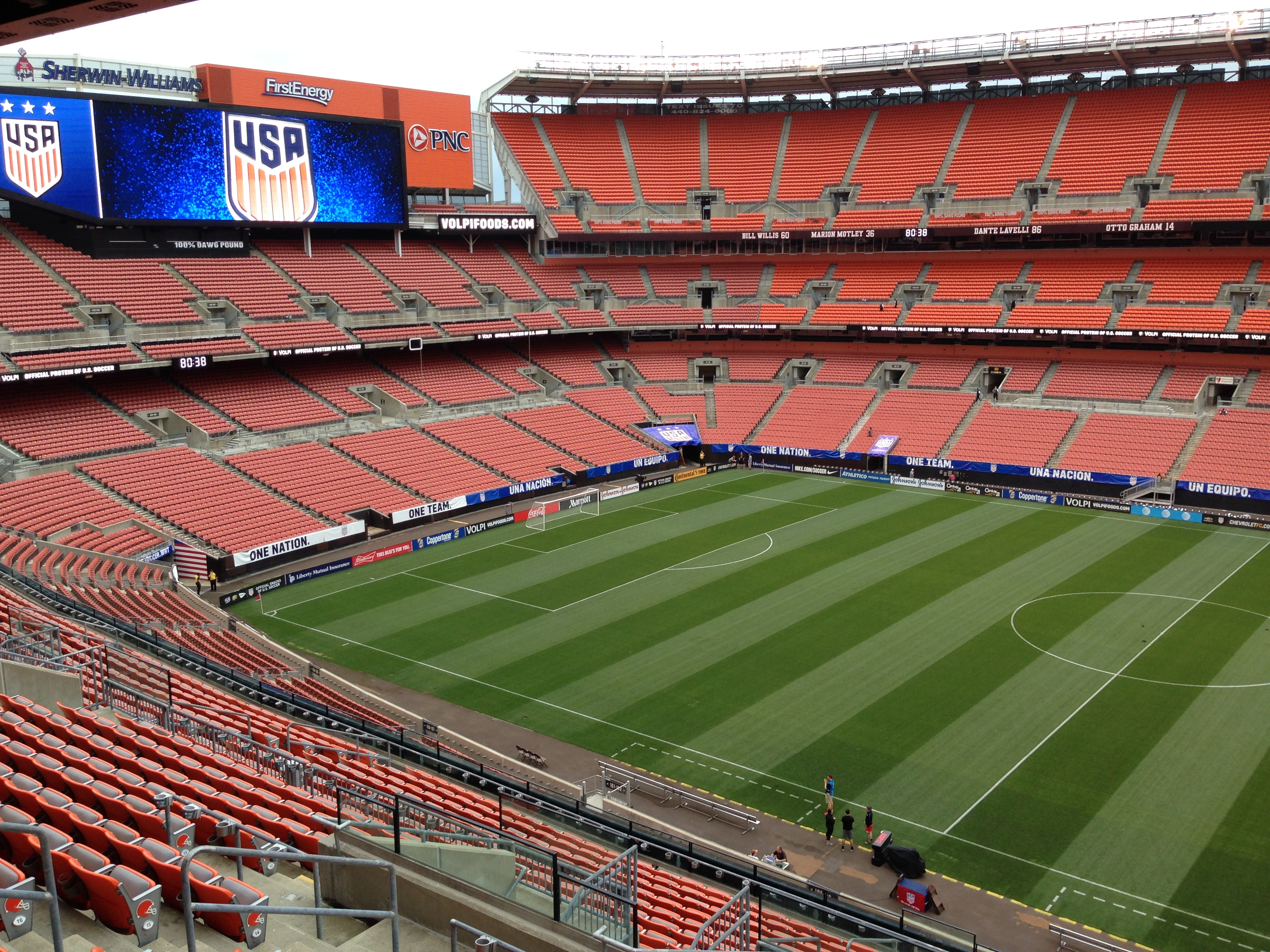
Tribunes
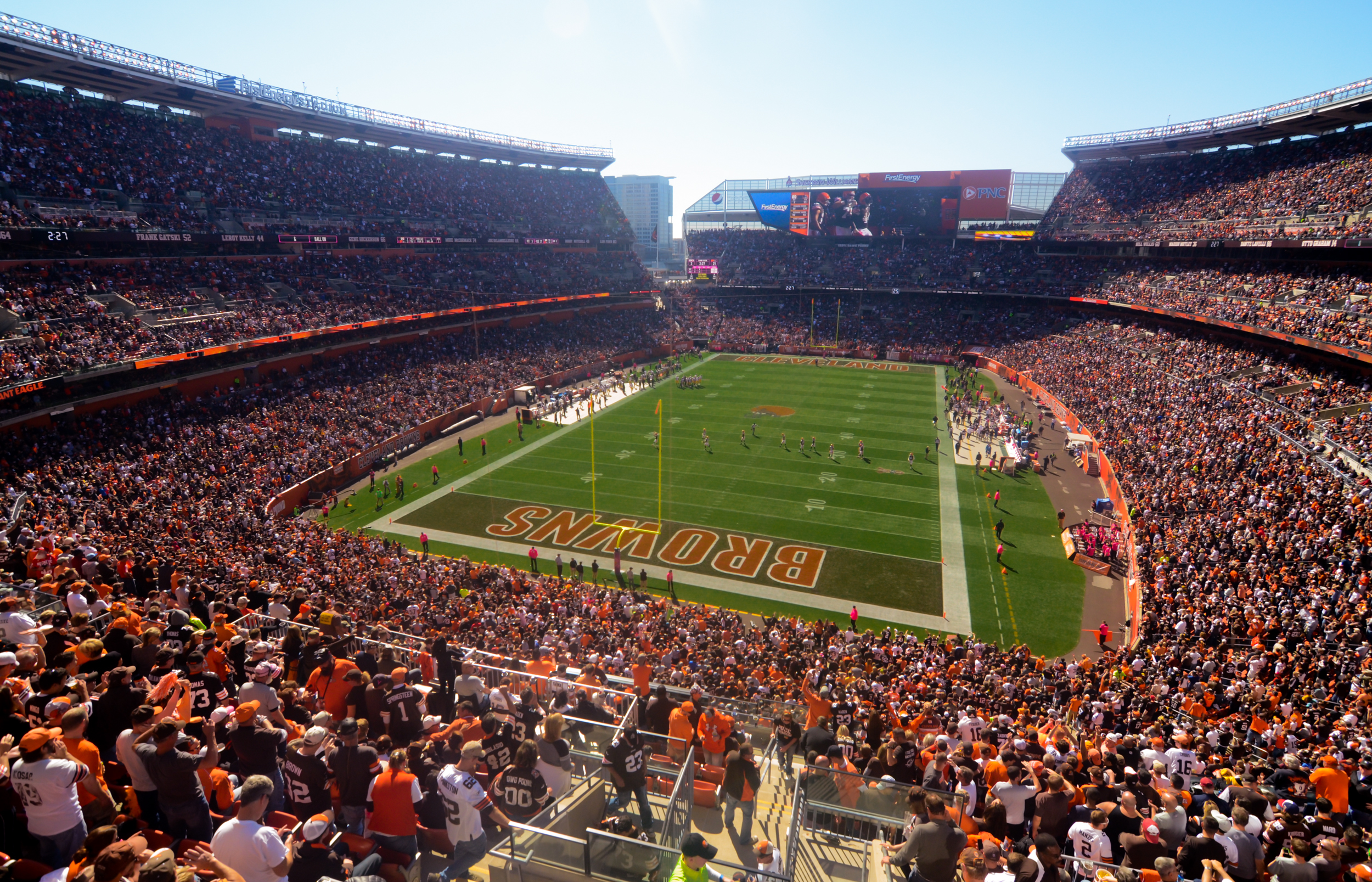
Intérieur du stade
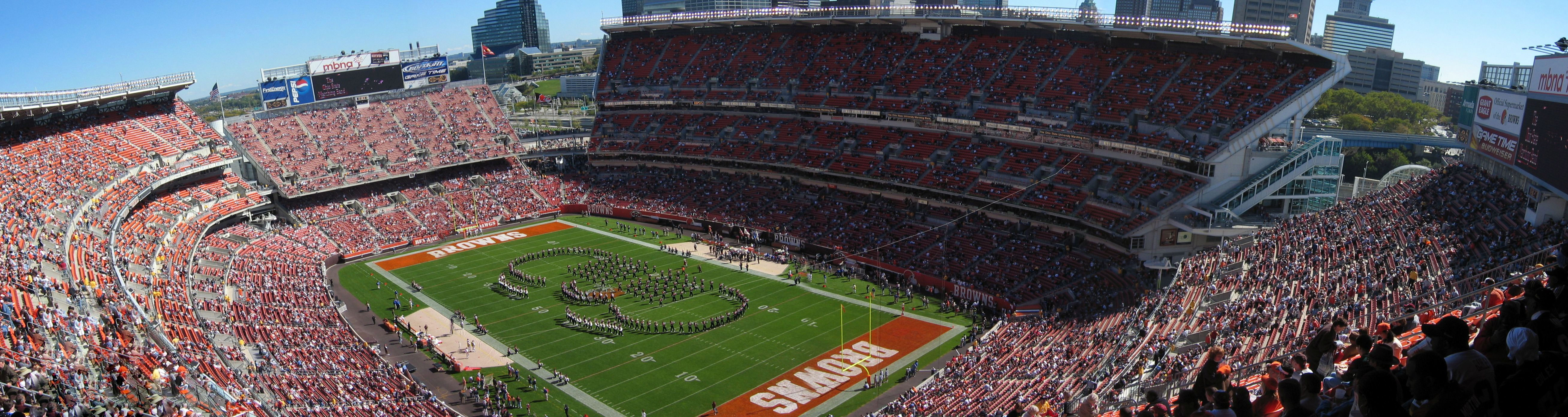
Panorama (2006)
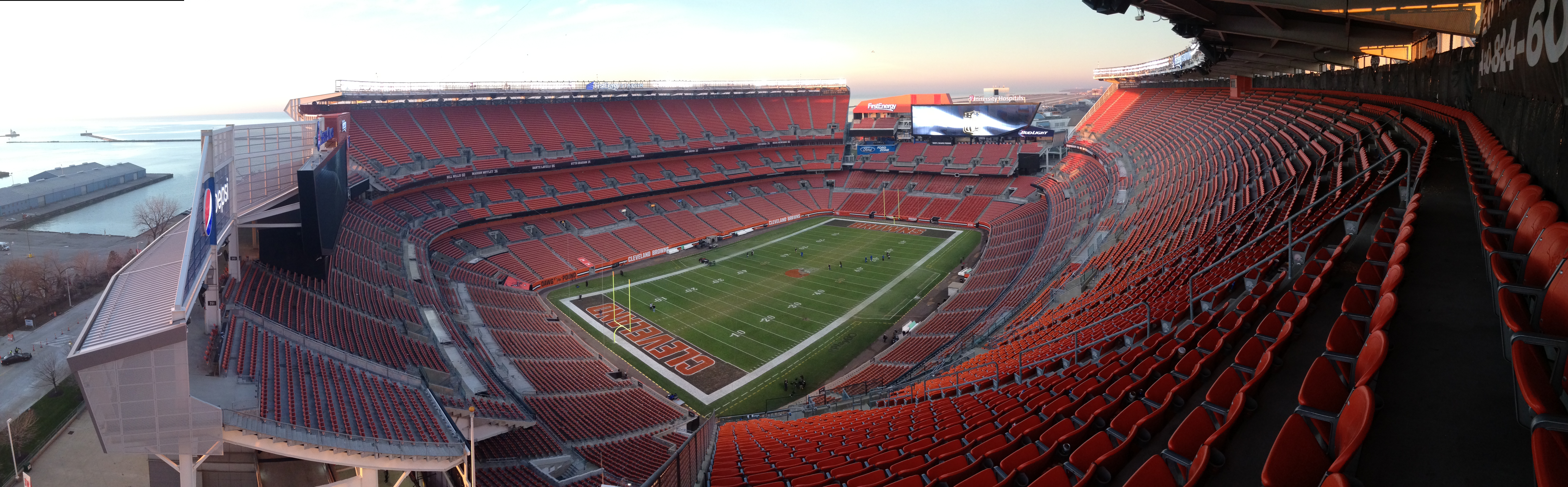
Panorama (2015)
Panorama (2016)
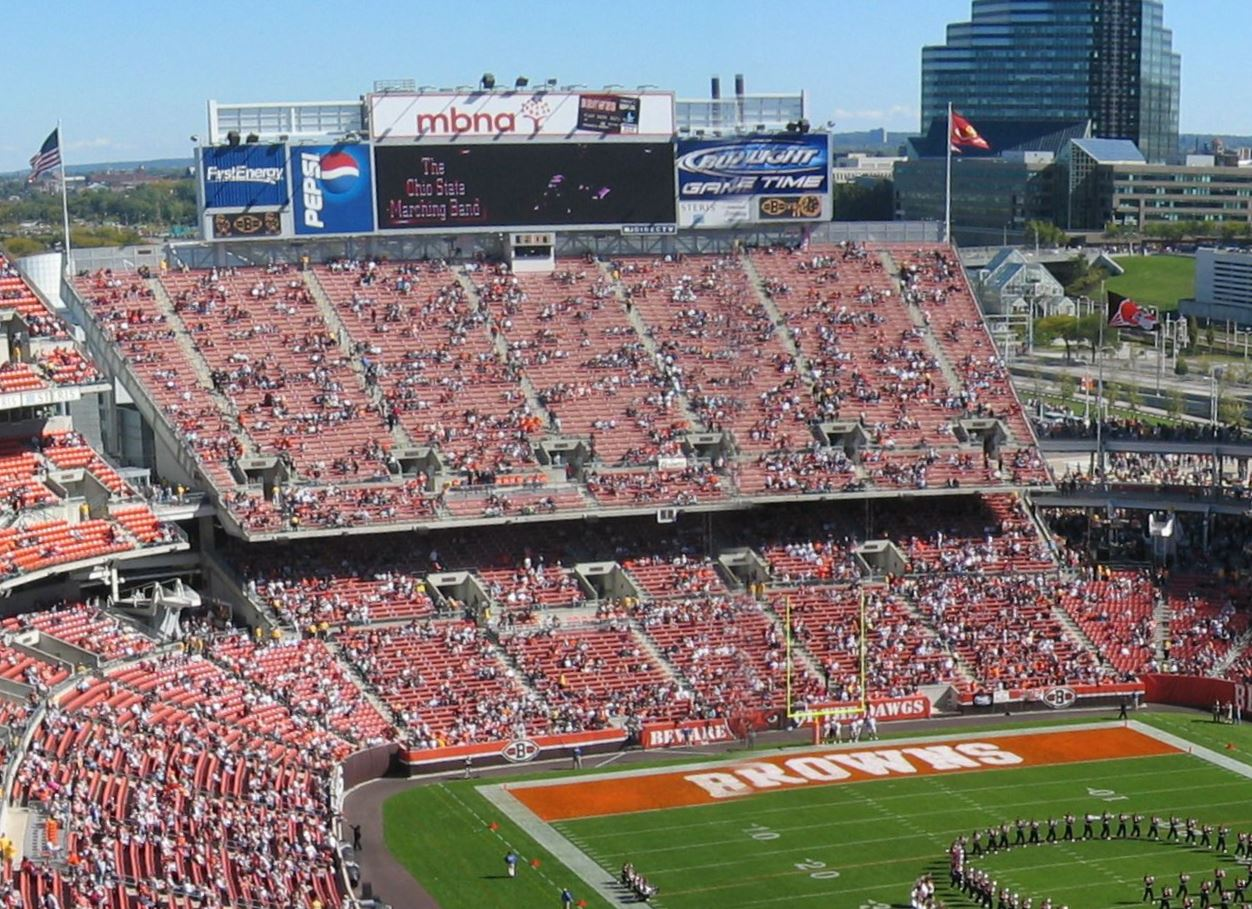
Le Dawg Pound en 2006
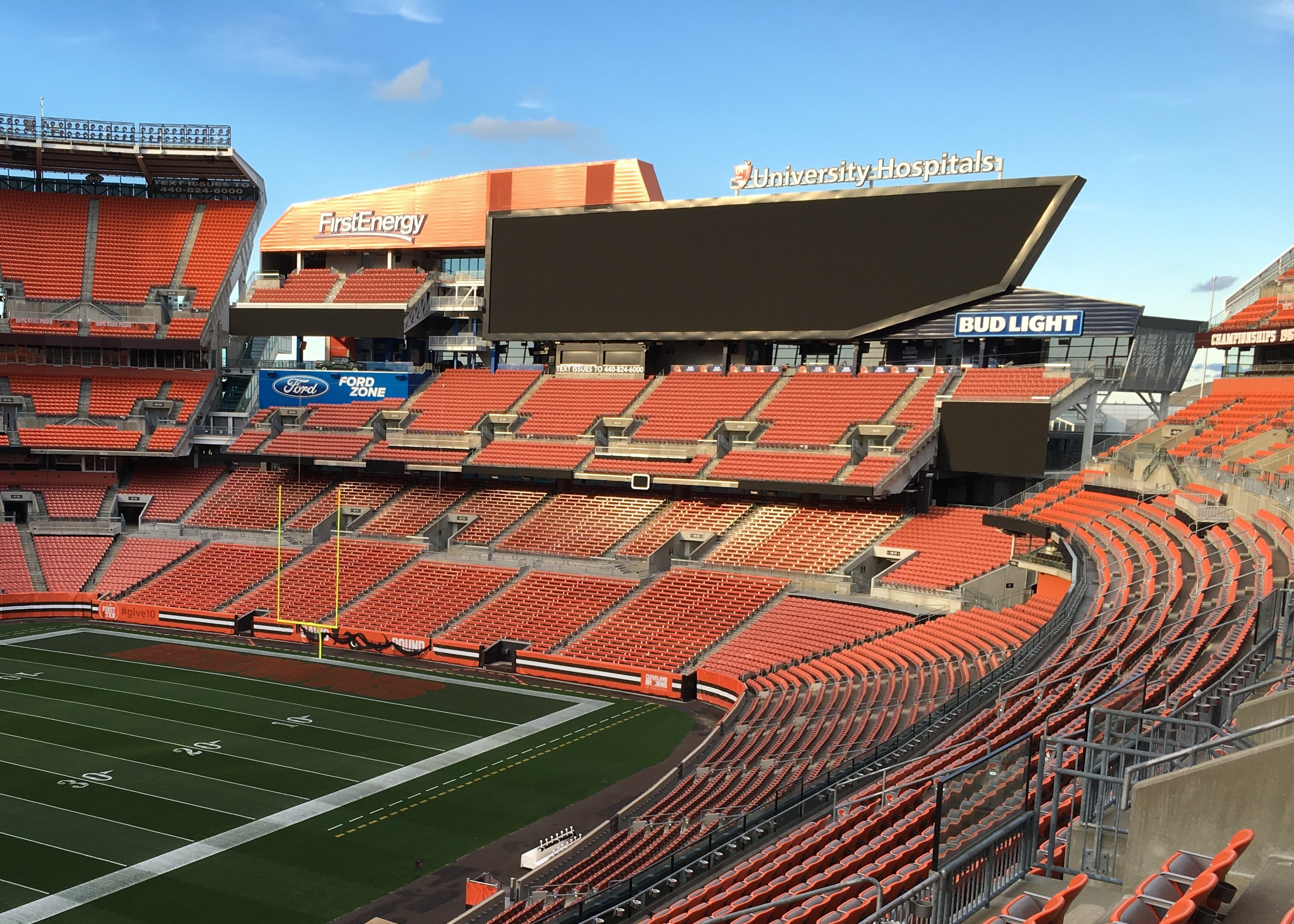
Dawg Pound en 2016
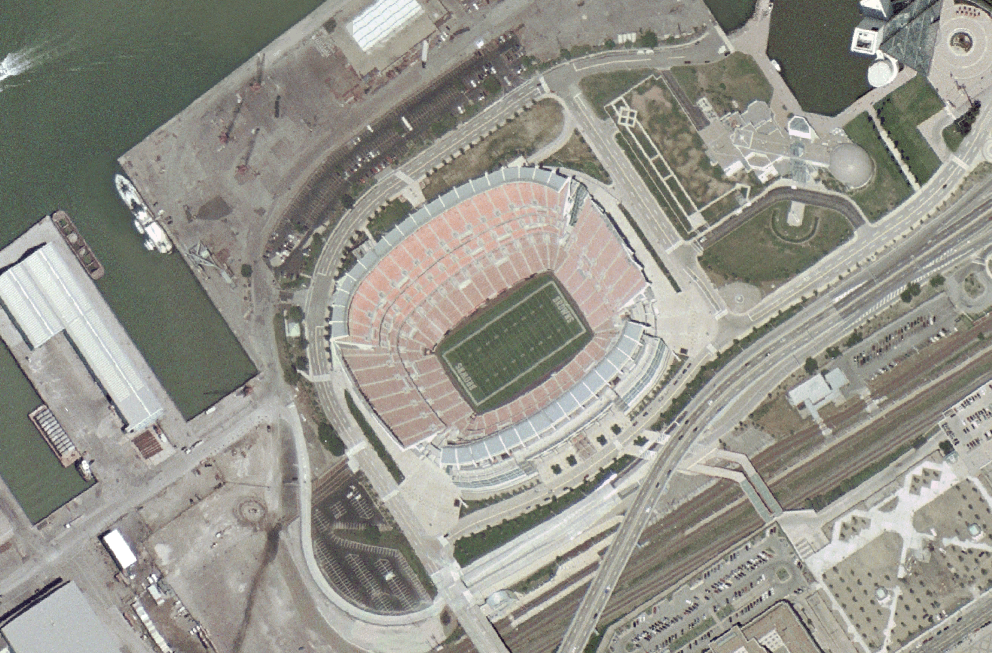
Image satellite
Ancien logo